# Hemistichodus lootensi
Hemistichodus lootensi är en fiskart som beskrevs av Max Poll och Daget, 1968. Hemistichodus lootensi ingår i släktet Hemistichodus och familjen Distichodontidae. IUCN kategoriserar arten globalt som livskraftig. Inga underarter finns listade i Catalogue of Life.